# 策妄阿拉布坦
策妄阿拉布坦（来自藏語：ཚེ་དབང་རབ་བརྟན།，藏语拼音：Cêwang Rabdän；1665年—1727年），亦稱策妄阿喇布坦、策旺阿拉布坦或策妄阿那布坦，蒙古准噶尔部首领。

## 興起
策妄阿拉布坦是漠西蒙古准噶尔部落首领僧格之长子。僧格于1671年被杀后，其已出家的六弟噶尔丹還俗，自西藏返回，起兵平難。策妄阿拉布坦歸附噶爾丹。噶爾丹在达赖喇嘛以及和硕特首领鄂齐尔图车臣汗的支持下，登上了准噶尔首领之位。
1684年，策妄阿拉布坦奉噶尔丹之命西征哈萨克汗国，1688年，策妄阿拉布坦之弟索諾木阿拉布坦为噶尔丹所杀，他担心自身安全，第二年初率领部众五千人逃出，逃至博尔塔拉河游牧，并击败了噶尔丹亲率的兩千追兵。
1690年，噶尔丹出兵蒙古喀尔喀部﹐策妄阿拉布坦乘机发兵劫掠噶尔丹领地，奪取噶爾丹控制下的吐魯番、庫車等城市，及撒克里、烏蘭固木等地。此后与康熙皇帝东西夹击，噶尔丹困守科布多。1696年噶尔丹兵败，翌年服毒自盡。達賴喇嘛授與策妄阿拉布坦「渾台吉」（副汗）的稱號。

## 扩张
控制西域后，策妄阿拉布坦于1699年派其弟大策零敦多布西征，征服了哈萨克的头克汗，使哈萨克汗国分裂为大玉茲、中玉茲和小玉茲三个汗国，并均臣服于准噶尔。1701年，伏爾加河下游的土爾扈特部阿玉奇汗的三子三濟扎卜，因爭奪繼承權失敗而被逐，率部眾萬餘戶前來投奔。策妄阿拉布坦奪取了他的部眾，三濟扎卜逃回土爾扈特部。策妄阿拉布坦把這萬餘戶分給各宰桑，要求效忠，鞏固汗權，從此成為准噶爾名符其實的統治者。
策妄阿拉布坦开始密谋反对西藏的實際掌权者第巴桑结嘉措，因为桑结嘉措是噶尔丹同盟者。1707年，桑结嘉措被蒙古和硕特汗王拉藏汗毒死。拉藏汗将桑结嘉措自行选立的六世达赖押解京城，另立六世达赖。1717年，策妄阿拉布坦遣大策零敦多布以省親之名，率6000军从和闐出发，晝伏夜行，自今新藏公路一線入藏，奇襲拉藏汗。12月2日，大策零敦多布率军攻占拉萨，杀拉藏汗，在衛藏建立了统治。準噶爾军一路东进，向东占领了波密，焚毁了波密土王的宅邸。

## 議和
1718年，清廷自四川出兵，但是被大策零顿多布击败。1720年，清廷再度出兵，康熙帝特封固山贝子胤禵为抚远大将军王统领各军，年羹尧为四川总督负责后勤，出兵三路。10月16日，大策凌敦多布兵败逃走。之后，清朝向准噶尔本土发动攻势，一度占领乌鲁木齐，但不久后因为康熙皇帝去世而撤回。1723年，策妄阿拉布坦支持罗卜藏丹津在青海发动攻勢，但是不久即被年羹尧擊敗。1725年，新即位的雍正帝與策妄阿拉布坦议和，划分边界，并商定互相贸易。他對維吾爾族與中亞的政策是人質制，把他們头人送到伊犁，執其酋，收其賦。

## 繼嗣
1727年策妄阿拉布坦去世，其子噶尔丹策零继位。他最著名的一事，是噶爾丹曾劫持哈薩克汗國頭克汗的兒子給達賴喇嘛，頭克汗求準噶爾送回，準噶爾以500人護送，這500人送回人質後，全數無故被殺，而引起準噶爾發兵，成為哈薩克歷史上的大災難年代。